# 프로덕션 I.G
주식회사 프로덕션 I.G(일본어: 株式会社プロダクション・アイジー, 영어: Production I.G)은 일본의 애니메이션 제작사이다. 일본동화협회의 정회원
도쿄도 무사시노시에 본사와 스튜디오, 도쿄도 후추시에 3GCG 스튜디오 'IGFX', 니가타현 니가타시 주오구에 작화 스튜디오가 있다. 예전에는 도쿄도 후추시에 실사 촬영 스듀디오 'Studio I.G(구. FIX STUDIO)'를 가지고 있었지만 2020년 1월에 영업을 종료해, 같은 해 7월에 설립된 Production +h의 스튜디오가 되었다.
1987년에 '유한회사 아이지 타츠노코'(I.G 타츠노코)를 도쿄도 무사시노시에 설립. 1993년에 '유한회사 프로덕션 아이지'(Production I.G)로 상호 변경. 오시이 마모루 감독의 극장 영화 작품을 제작해 히트시킨 것으로 일본국내 뿐만이 아니라 해외에서도 지명도도 높아져 기업으로서의 규모도 확대됐다. 1998년에 증자해 '주식회사 프로덕션 아이지 (구)가 된다. 텔레비진 시리즈는 주호 자회사인 XEBEC이 제작하고, 프로덕션 아이지는 애니메이션 영화의 제작을 주로 하고 있었지만, 2001년에 텔레비전 시리즈의 원청 제작에도 진출하였다.
2007년 11월, 지주회사 체제로 이행하며 '주식회사 IG 포트'(IG Port)로 상호를 변경하고 '주식회사 프로덕션 아이지 (신)'을 분할신설해 주력 사업을 승계했다. IG 포트는 지주회사로서 프로덕션 아이지, 맥 가든, Wit Studio, SIGNAL.MD를 산하로 하고, 그룹 기업 전체를 운영하고 있다.
2010년 4월 26일, 본사를 도쿄도 고쿠분지시에서 현재의 도쿄도 무사시노시 나가쵸 2쵸메 1번 9호로 이전하고, 고쿠분지시를 중심으로 분산해있던 사무소나 스튜디오를 집약했다.

## 사명의 유래
"IG"라는 회사명은 사장 이시카와와 부사장 고토의 이니셜에서 이름지은 것이다.
I.G타츠노코 시절 타츠노코의 이름을 넣은 것은 금융기관의 이해를 얻기 위해 분파함으로써 타츠노코 프로덕션과 싸우고 싶지 않았기 때문이었다고 한다. 이시카와는 '타츠노코'라고 하는 이름에 집착을 느끼고 있어, 지금까지 신세를 진 타츠노코 프로덕션에 보답할 생각으로 넣었다고 말했다. 타츠노코의 이름이 있었던 것은 사회적인 신용도 얻는 일로도 이어졌다.
설립 시에 타츠노코 프로덕션으로부터 자본금 20%를 출자받았지만, 당시 곤경에 있던 타츠노코 프로덕션은 적극적으로 I.G 타츠노코에 일을 돌릴 여유가 없었다. 그러나 그 '타츠노코'라는 이름이 붙은 회사명이기 때문에 타츠노코 프로덕션의 관련 회사로 착각하는 사람이 많아졌다. 그러한 착각에 의한 불쾌감이 서서히 스태프(특히 제작 진행이나 제작 데스크)에 나타나, 또 실적이 되살아난 타츠노코 프로덕션측으로부터의 요청도 있어, 회사명에서 '타츠노코'의 이름을 제외하려는 움직임이 시작된다. 이시카와는 이름을 바꾸는 것에 충격을 받았지만 수락하고 사명 변경에 이르렀다. 이 사명 변경과 동시에 타츠노코 프로덕션과 교토 애니메이션에서 받던 자본금도 반납했다.
2010년, 프로덕션 I.G가 타츠노코 프로덕션의 주식을 취득해 자본 관계가 부활. 이시카와가 타츠노코 프로덕션의 비상근 이사로 취임했다.

## 작품

### 1980년대
- 1987년
  - 붉은 광탄 질리온 OVA(독립 후 첫 작품)
- 1989년
  - 기동경찰 패트레이버 극장판

### 1990년대
- 1992년
  - 전영소녀
  - 바람의 대륙
- 1993년
  - 나의 지구를 지켜줘
  - 기동경찰 패트레이버 2 극장판
- 1994년
  - BLUE SEED
- 1995년
  - 공각기동대
    - 이노센스(2004년)
- 1997년
  - 엔드 오브 에반게리온(가이낙스와 공동제작)
- 1999년
  - 아키바하라 전뇌조 극장판
  - 에이스 컴뱃 3(미니컷 액션 클립 애니메이션 제작)

### 2000년대
- 2000년
  - 인랑
  - 프리크리(가이낙스와 공동제작)
  - 블러드 더 라스트 뱀파이어
- 2001년
  - 뱀파이어 키즈
  - 사쿠라 대전 활동 사진
  - NOIR
- 2002년
  - 공각기동대 STAND ALONE COMPLEX
  - 미니 파토
  - 2003년
  - 데드 리브즈
  - 돌격 크로마티 고교
  - 킬빌 Vol.1 오렌 이시이의 과거 회상
- 2004년
  - 공각기동대 S.A.C. 2nd GIG
  - 오토기조시
  - 풍인 이야기
  - 이노센스
  - DEAD LEAVES
- 2005년
  - 블러드+
  - IGPX
  - 더 킹 오브 파이터즈 어나더 데이
  - 테니스의 왕자 1기 극장판 - 두 사람의 사무라이
  - 츠바사 극장판 새장나라의 공주
  - XXX HOLiC 극장판: 한여름 밤의 꿈
- 2006년
  - XXX HOLiC 시리즈(2006년, 2008년)
  - 공각기동대 S.A.C. Solid State Society
  - 슈발리에
  - 2007년
  - REIDEEN
  - 정령의 수호자
  - 츠바사 - TOKYO REVELATIONS
  - 도쿄 마블 초콜릿
  - 신령사냥/고스트 하운드
- 2008년
  - RD 잠뇌조사실
  - 도서관전쟁
    - 도서관전쟁 극장판 혁명의 날개(2012년)

  - 월드 디스트럭션 ~세계멸망의 6인~
  - 스카이 크롤러
  - 초코초코 대작전
- 2009년
  - 무사시
  - 짐승의 연주자 에린
  - 전국 바사라
    - 전국 바사라 2(2010년)
    - 극장판 전국 바사라 The Last Party(2011년)

  - 동쪽의 에덴
    - 동쪽의 에덴 극장판 Ⅰ - The King of Eden(2009년)
    - 동쪽의 에덴 극장판 Ⅱ - Paradise Lost(2010년)

  - 테일즈 오브 베스페리아 ~The First Strike~
  - 너에게 닿기를(2009년, 2011년)
  - 헤일로 레전즈 - 「Homecoming」,「Duel」 2010년
  - 문학소녀 시리즈 극장판
  - 문학소녀 메모아르(2010년)
  - 병아리 사랑
  - 브레이크 블레이드(XEBEC과 공동 제작)

### 2010년대
- 2010년
- 쇼가
- 전국 바사라 弐
- 2011년
  - 너에게 닿기를 2ND SEOSON
  - 부르잖아요, 아자젤 씨.
  - 옷장 속의 아이들(아니메 미라이 작품)
  - 모시도라
  - 토끼 드롭스
  - BLOOD-C
    - 극장판 BLOOD-C The Last Dark(2012년)

  - 테니스의 왕자 2기 극장판 - 영국식 테니스성 결전
  - 길티 크라운
- 2012년
  - 신 테니스의 왕자
  - 쿠로코의 농구
  - 샤이닝 하츠 ~행복의 빵~
  - 사이보그 009 극장판 009: RE CYBORG
  - 거미 소녀(아니메 미라이 작품)
  - 모모와 다락방의 수상한 요괴들
  - Robotics;Notes
  - PSYCHO-PASS
- 2013년
  - 부르잖아요, 아자젤 씨. Z
  - 취성의 가르간티아
  - 공각기동대 ARISE
  - 진격의 거인
  - 다이아몬드 에이스(매드하우스와 공동제작)
  - 현시연 2대째
  - 포켓몬스터 THE ORIGIN
  - 쿠로코의 농구 (제2기)
  - 다이아몬드 A
- 2014년
  - 공각기동대 ARISE
  - 피카이아!
  - 하이큐!!
  - 브레이크 블레이드
  - 아오하라이드
  - PSYCHO-PASS 2
  - 지오바니의 섬
- 2015년
  - 극장판 PSYCHO-PASS
  - 백일홍: 미스 호쿠사이
  - 순결의 마리아
  - 쿠로코의 농구 (제3기)
  - 다이아몬드 A -SECOND SEASON-
  - 공각기동대 ARISE ALTERNATIVE ARCHITECTURE
  - 페르소나 5 오프닝, 삽입 애니메이션
  - 공각기동대 신극장판
  - 진격! 거인 중학교
  - 하이큐!! 세컨드 시즌
- 2016년
  - 조커 게임
  - 노블레스: Awakening
  - 하이큐!! 카라스노 고교 vs 시라토리자와 학원 고교
- 2017년
  - 아톰: 더 비기닝(OLM과 합작)
  - 볼룸에 오신 것을 환영합니다
  - 마법진 구루구루
  - 낮잠 공주: 모르는 나의 이야기
  - 극장판 쿠로코의 농구 라스트 게임
- 2018년
  - 은하영웅전설 Die Neue These
  - 극장판 프리크리: 프로그레시브
  - 극장판 프리크리: 얼터너티브
  - 바람이 강하게 불고 있다
- 2019년
  - PSYCHO-PASS (제3기)
  - 가부키초 셜록
  - PSYCHO-PASS Sinners of the System
- 2020년
  - 하이큐!! TO THE TOP
  - PSYCHO-PASS 3 FIRST INSPECTOR
  - 우국의 모리아티
  - 노블레스
- 2021년
  - 해적왕녀
- 2022년
  - 디모: 벚꽃의 소리
  - 사슴의 왕
  - 아오아시
  - 은하영웅전설 Die Neue These 격돌
  - 은하영웅전설 Die Neue These 책모
- 2023년
  - 천국대마경
  - 낙제마녀 후우카와 어둠의 마녀
  - 극장판 PSYCHO-PASS PROVIDENCE
- 2024년
  - 괴수 8호
  - 근육맨: 완벽초인시조 편
  - 신칸센 변형로보 신카리온 체인지 더 월드
- 2025년
  - 괴수 8호 제2기

### 미정
- 퍼펙트 본즈